# Eudorylas swanengi
Eudorylas swanengi är en tvåvingeart som beskrevs av Foldvari 2003. Eudorylas swanengi ingår i släktet Eudorylas och familjen ögonflugor. Inga underarter finns listade i Catalogue of Life.